# Xylosma ciliatifolia
Xylosma ciliatifolia là một loài thực vật có hoa trong họ Liễu. Loài này được (Clos) Eichler miêu tả khoa học đầu tiên năm 1871.